# Isopogon ceratophyllus
Isopogon ceratophyllus är en tvåhjärtbladig växtart som beskrevs av Robert Brown. Isopogon ceratophyllus ingår i släktet Isopogon och familjen Proteaceae. Inga underarter finns listade i Catalogue of Life.